# Oskar Audörsch
Oskar Audörsch (* 27. Februar 1898 in Colbiehnen, Kreis Rastenburg; † 5. Juni 1991 in Ulm) war ein deutscher Generalmajor.

## Leben
Audörsch trat während des Ersten Weltkriegs am 1. November 1916 in das Infanterie-Regiment „Generalfeldmarschall von Mackensen“ (3. Westpreußisches) Nr. 129 der Preußischen Armee ein. Nach Absolvierung des Fahnenjunkerkurses in Döberitz wurde er am 20. November 1917 zum Leutnant befördert und am 19. Januar 1918 in das Infanterie-Regiment Nr. 477 an der Westfront versetzt. Nach dem Krieg diente er im Freikorps „Hasse“ und wurde später von der Reichswehr übernommen. Während seines Militärdienstes absolvierte Audörsch von 1930 bis 1933 ein Studium an der Technischen Hochschule Charlottenburg (Diplomingenieur).
Vom 26. August 1940 bis zum 13. Januar 1942 war er Kommandeur des Schützen-Regiments 394. Bis zum 10. Juli 1944 war er als Abteilungsleiter der Waffenabteilung, Amtsgruppe „Industrielle Rüstung“, im Oberkommando des Heeres (Wa I Rü/WuG 6) tätig. Hier war er am 1. Februar 1942 zum Oberst befördert und am 21. April 1943 mit dem Deutschen Kreuz in Gold ausgezeichnet worden. Nach einer Fortbildung zum Divisionskommandeur in der Führerreserve befehligte er von August 1944 erst als Stellvertreter, dann vom 9. November 1944 bis Mai 1945 unter gleichzeitiger Beförderung zum Generalmajor auch formell die 25. Panzerdivision. 
Nach der bedingungslosen Kapitulation der Wehrmacht geriet Audörsch am 8. Mai 1945 erst in US-amerikanische Gefangenschaft, aus der er in die Obhut der Sowjetunion übergeben wurde. Seine Entlassung aus dem Kriegsgefangenenlager 5110/48 Woikowo vom 9. Oktober 1955 führte ihn als Spätheimkehrer zurück nach Deutschland. 
Am 5. Juni 1991 verstarb Oskar Audörsch in Ulm.